# Staatlich geprüfter Informatiker
Bei der Fortbildung oder Ausbildung zum Staatlich geprüften Informatiker handelt es sich um eine berufliche Fortbildung oder um einen schulischen Ausbildungsgang, was je nach Landesrecht teils sehr unterschiedlich geregelt ist. Die Abschlüsse sind aber grundsätzlich bundesweit anerkannt.

## Baden-Württemberg
In Baden-Württemberg handelt es sich um eine dreijährige Ausbildung an der staatlichen Akademie für Datenverarbeitung in Böblingen. Zur Zulassung ist die Fachhochschulreife Voraussetzung. Dabei beinhaltet das erste Ausbildungsjahr die Grundlagen der Informatik. Das zweite Ausbildungsjahr besteht aus dem Praktikumsjahr und im dritten Ausbildungsjahr werden diese Kenntnisse vertieft. Es stehen drei Bereiche zur Auswahl: Medien, Technik und Wirtschaft.
Zudem bieten auch einige Fachschulen diesen Abschluss an (Staatlich geprüfter Medieninformatiker, Staatlich geprüfter Informatiker für Game- und Multimediaentwicklung, Staatlich geprüfter Informatiker).

## Bayern
In Bayern wird seit dem Schuljahr 2001/02 der Informatiktechniker angeboten. Im Schuljahr 2009/10 bestand diese Möglichkeit an sieben Fachschulen. Die bayerischen Lehrinhalte dieser berufsweiterführenden Ausbildung finden sich auf der Seite des Staatsinstituts für Schulqualität und Bildungsforschung München. Neben den allgemeinbildenden Fächern wie Englisch, Deutsch, Mathematik etc. ruht die Ausbildung auf den Säulen Betriebssystemadministration, Kommunikations- und Netzwerktechnik, strukturierte und objektorientierte Programmierung, Datenbanken und betriebswirtschaftliche Prozesse. Die Bezeichnung lautet in Bayern Staatlich geprüfter Informatiktechniker (bzw. Staatlich geprüfter Techniker der Fachrichtung Informatiktechnik). Mit einer Ergänzungsprüfung im Fach Mathematik kann zusätzlich die Fachhochschulreife erworben werden.

## Nordrhein-Westfalen
In Nordrhein-Westfalen kann es sich um zweierlei handeln:
Der Staatlich geprüfte Informatiker an einer Fachschule, ähnlich wie in Thüringen. Es handelt sich um eine berufliche Fortbildung an einer Fachschule im Umfang von mindestens 2400 Stunden, analog zum Staatlich geprüften Techniker. Die Fachschule kann wahlweise in zwei Jahren Vollzeit oder in vier Jahren berufsbegleitend absolviert werden.
Es kann sich aber auch um eine schulische Ausbildung an einer Berufsfachschule (Berufskolleg) mit mindestens 2880 Unterrichtsstunden handeln. Dann lautet die komplette Bezeichnung Staatlich geprüfte/r Informatiker/in Multimedia (oder Medizinökonomie oder Softwaretechnologie oder Wirtschaft). Voraussetzung für den Bildungsgang ist die Fachhochschulreife (schulischer Teil).

## Niedersachsen
In Niedersachsen findet die Ausbildung als Erstausbildung an der zweijährigen Berufsfachschule statt. Es wird die Hochschulzugangsberechtigung (also FHR) vorausgesetzt.

## Thüringen
In Thüringen handelt es sich um eine berufliche Fortbildung an einer Fachschule im Umfang von mindestens 2400 Stunden, analog zum Staatlich geprüften Techniker. Die Fachschule kann wahlweise in zwei Jahren Vollzeit oder in vier Jahren berufsbegleitend absolviert werden. Die Inhalte sind in Thüringen technisch bzw. softwaretechnisch orientiert.

## Anerkennung
Teile der Ausbildung oder der Fortbildung zum Staatlich geprüften Informatiker können nach individueller Prüfung an einigen Hochschulen anerkannt und so eventuell die Studienzeit entsprechend verkürzt werden.